# Asopo (mitologia)
Asopo (in greco antico: Ἀσωπός?, Asōpòs) è una figura mitologica greca sulla quale le fonti antiche danno notizie contraddittorie. Gli dei fluviali dei fiumi (Potamoi) Asopo di Beozia e Asopo del Peloponneso sono spesso confusi tra loro e sono ulteriormente duplicati dalla supposizione che fossero in origine personaggi mortali che avrebbero dato il nome ai fiumi.

## Asopo di Beozia
All'Asopo di Beozia si riferisce Pausania, che cita come sua figlia, Platea, eponima dell'omonima città della regione e ritiene che si tratti di un antico re della città, successore del re Citerone: egli avrebbe quindi dato il nome al fiume e il suo predecessore al monte Citerone. Sempre Pausania  riferisce che il fiume Oeroe che scorre presso Platea è considerato una delle figlie di Asopo, come conferma anche Erodoto.
In diversi punti del suo testo Pausania cita una serie di figlie di Asopo, eponime di varie città. Tespie, avrebbe dato il suo nome alla città di Tespie in Beozia, Salamina, madre del re Cicreo, Tebe e infine Antiope, secondo una versione del mito che la identifica solitamente come figlia di Nitteo.
La poetessa Corinna, contemporanea di Pindaro, in un frammento, narra delle nove figlie di Asopo di Beozia: Egina, Tebe e Platea, rapite da Zeus, Corcira, Salamina e Eubea, rapite da Poseidone, Sinope e Tespie, rapite da Apollo e Tanagra, rapita da Hermes. Asopo viene rappresentato come un mortale, lusingato, quando viene a sapere che fine hanno fatto le figlie, di essere suocero degli dei. I nove nomi si riferiscono tutti a personaggi eponimi di città, e di queste alcune sono di ambito beotico e altre di ambito peloponnesiaco.
Nella Tebaide di Stazio, Ipseo, uno dei combattenti tebani a difesa della città nella lotta tra Eteocle e Polinice, viene detto figlio del dio fluviale Asopo..
Lo Pseudo Apollodoro lo dice figlio di Oceano e di Teti, ovvero, riportando il parere del mitografo Acusilao, figlio di Poseidone e di Pero, o ancora, secondo altri scrittori non menzionati, di Zeus e di Eurinome. Secondo questa versione avrebbe avuto dalla ninfa Metope due figli maschi, Ismeno e Pelagone, e venti figlie femmine, tra le quali Egina, rapita da Zeus.

## Asopo del Peloponneso
In relazione al fiume Asopo del Peloponneso, Pausania cita invece un Asopo, figlio di Poseidone e di una certa Celusa, il quale durante il regno di Arras, primo re di Sicione, avrebbe scoperto il fiume stesso dandogli il proprio nome.
In merito alla fonte che si trova alle spalle di un tempio dedicato ad Afrodite sull'Acrocorinto, ancora Pausania riferisce che sarebbe stata fatta sgorgare da Asopo su richiesta di Sisifo in cambio del segreto sul luogo in cui Zeus aveva portato la figlia Egina dopo averla rapita; la vicenda è in esplicito riferimento al fiume Asopo del Peloponneso, che scorre tra Fliunte e Sicione. Nel testo si riporta anche che gli abitanti di Fliunte avrebbero attribuito al fiume come figlie, oltre ad Egina, Corcira e Tebe, mentre secondo i Tebani l'eponima della loro città sarebbe stata figlia del fiume Asopo di Beozia.
Le figlie di Asopo insieme al padre e al dio Zeus erano raffigurate in un gruppo scultoreo offerto da Fliunte nel santuario di Olimpia, descritto ancora da Pausania: tra di esse erano Egina, Nemea, Harpina, presa dal dio Ares e madre di Enomao, Corcira, amata da Poseidone, e Tebe, amata da Zeus.
Un'altra figlia di Asopo, legata al Peloponneso è riferita essere Cleone, eponima della piccola città omonima, che altri invece riferiscono ad un Cleone figlio di Pelope.
Diodoro Siculo riferisce che Asopo, figlio di Oceano e Teti, avesse la sua sede presso Fliunte e ne cita la moglie Metope. Dalla coppia sarebbero nati due figli, Pelasgo e Ismeno (che avrebbe dato il suo nome ad un fiume della Beozia), e dodici figlie: Corcira, rapita dal dio Poseidone, eponima dell'isola di Corfù e madre di Feace, da cui presero il nome i Feaci, Salamina, anch'essa rapita da Poseidone, eponima dell'isola omonima e madre di Cicreo, primo re dell'isola, Egina, rapita da Zeus, eponima dell'isola omonima e madre di Eaco, Pirene, Cleona, Tebe, Tanagra, Tespie, Asopide, Sinope, amata dal dio Apollo, eponima della città omonima e madre di Siro, re del popolo dei Siri e infine Enia e Calcide. Poco dopo nel testo è menzionata anche una tredicesima figlia di Asopo, Harpina, che ebbe dal dio Ares il figlio Enomao. Lo Pseudo Apollodoro  cita come figlia di Asopo anche Ismene, moglie di Argo e madre di Iaso.